# Intelligence (Fernsehserie)
Intelligence ist eine US-amerikanische Actionserie, in der es um den Spezialagent Gabriel Vaughn geht. Ihm wurde ein Mikrochip implantiert, womit er als erster Mensch weltweit auf digitale Daten direkt zugreifen kann. Die Serie wurde von Michael Seitzman erdacht und besteht aus einer Staffel und 13 Episoden. Die Erstausstrahlung in den Vereinigten Staaten fand am 7. Januar 2014 bei CBS statt. In Deutschland war sie ab dem 28. April 2014 beim Bezahlfernsehsender 13th Street zu sehen.
Am 10. Mai 2014 gab CBS bekannt, die Serie nach nur 13 Folgen einzustellen.

## Handlung
Gabriel Vaughn, ist ein ehemaliger Delta Force Soldat und ein Geheimagent der militärischen Behörde U.S. Cyber Command. Durch ein spezielles Gen konnte ihm ein hochmoderner Chip eingesetzt werden, mit dem er weltweit auf alle Datenbanken Zugriff hat. Da er für das USCC sehr wertvoll ist, wird die Secret Service Agentin Riley Neal angestellt, um ihn und den Chip zu beschützen.

## Episodenliste
| Nr. | Deutscher Titel           | Originaltitel                 | Erstausstrahlung USA | Deutschsprachige Erstausstrahlung (D) | Regie            | Drehbuch                          |
| --- | ------------------------- | ----------------------------- | -------------------- | ------------------------------------- | ---------------- | --------------------------------- |
| 1   | Der „Intelligence Agent“  | Pilot                         | 7. Jan. 2014         | 28. Apr. 2014                         | David Semel      | Michael Seitzman                  |
| 2   | Die unsichtbare Bedrohung | Red X                         | 13. Jan. 2014        | 28. Apr. 2014                         | Aaron Lipstadt   | Aaron Ginsburg & Wade McIntyre    |
| 3   | Der zweite Chip           | Mei Chen Returns              | 20. Jan. 2014        | 5. Mai 2014                           | Stephen Williams | Shintaro Shimosawa                |
| 4   | In doppelter Mission      | Secrets of the Secret Service | 27. Jan. 2014        | 5. Mai 2014                           | Rob Bailey       | Matthew Lau                       |
| 5   | Dreckige Geschäfte        | The Rescue                    | 3. Feb. 2014         | 12. Mai 2014                          | Alrick Riley     | Aaron Ginsburg & Wade McIntyre    |
| 6   | Patient Null              | Patient Zero                  | 10. Feb. 2014        | 12. Mai 2014                          | Adam Davidson    | Aaron Ginsburg & Wade McIntyre    |
| 7   | Kleine, große Wirkung     | Size Matters                  | 17. Feb. 2014        | 19. Mai 2014                          | Alrick Riley     | Shintaro Shimosawa                |
| 8   | Der Schein trügt          | Delta Force                   | 24. Feb. 2014        | 19. Mai 2014                          | David Von Ancken | Aaron Ginsburg & Wade McIntyre    |
| 9   | Zukunft in Gefahr         | Athens                        | 3. März 2014         | 26. Mai 2014                          | Bill Eagles      | Aaron Ginsburg & Wade McIntyre    |
| 10  | Cain and Gabriel          | Cain and Gabriel              | 10. März 2014        | 26. Mai 2014                          | Ken Biller       | Pamela Davis                      |
| 11  | Ablenkungsmanöver         | The Grey Hat                  | 17. März 2014        | 2. Juni 2014                          | Tim Hunter       | Heidi Cole McAdams                |
| 12  | Böser Verrat              | The Event Horizon             | 24. März 2014        | 2. Juni 2014                          | Russell Lee Fine | Barry Schindel & Michael Seitzman |
| 13  | Die sechs Tiger           | Being Human                   | 31. März 2014        | 9. Juni 2014                          | Stephen Williams | Barry Schindel & Michael Seitzman |